# Адріан Нестасе
Адріан Нестасе (рум. Adrian Năstase; нар. 22 червня 1950, Бухарест) — румунський політик. Прем'єр-міністр Румунії з грудня 2000 по грудень 2004. Брав участь в президентських виборах 2004 р., проте програв їх з невеликою перевагою Траяна Басеску. Президент Палати депутатів Румунії з 21 грудня 2004 по 15 березня 2006, потім пішов у відставку у зв'язку з досі (серпень 2008) звинуваченнями в корупції.

## Біографія
Народився 22 червня 1950 року в місті Бухарест. Отримав подвійну вищу освіту — юриста і соціолога. Працював викладачем, суддею, керівником ряду юридичних і міжнародно-економічних організацій. Був одружений з дочкою видатного комуністичного функціонера Григоре Преотяса, але незабаром розлучився, щоб одружитися з донькою Анджело Мікулеску, ще одного видатного функціонера. При режимі Чаушеску, незважаючи на свою молодість, нерідко брав участь в міжнародних конференціях, виступав із статтями з критикою «західної концепції прав людини». . У 1989 брав участь в румунсько-радянській молодіжній конференції і у Фестивалі юнацтва в Пхеньяні. Дав інтерв'ю газеті «Комсомольська правда», де висловився проти перебудови. 
Після революції входив в перші уряди Фронту національного порятунку як міністр закордонних справ. У 1993-1997 очолював Соціал-демократичну партію Румунії.

## Публікації
Автор більш як 150 статей з міжнародного права в румунських і іноземних журналах:
- Human Rights: a Retrograde Concept
- The Political Idea of Change
- International Economic Law II
- Parliamentary Humor
- Romania and the New World Order
- The Construction of Europe and Constitutional Supremacy
- Romania's Treaties (1990—1997)
- Personal Rights of the National Minorities
- Regulations in International Law
- The Battle for Life
- Romania-NATO 2002
- NATO Enlargement.